# NGC 816
NGC 816 é uma galáxia  localizada na direcção da constelação de Triangulum. Possui uma declinação de +29° 15' 23" e uma ascensão recta de 2 horas, 8 minutos e 08,8 segundos.
A galáxia NGC 816 foi descoberta em 15 de Setembro de 1871 por Édouard Jean-Marie Stephan.